# Kymore
Kymore (o Kaimori, Kaimur) è una suddivisione dell'India, classificata come nagar panchayat, di 20.140 abitanti, situata nel distretto di Katni, nello stato federato del Madhya Pradesh. In base al numero di abitanti la città rientra nella classe III (da 20.000 a 49.999 persone).

## Geografia fisica
La città è situata a 23° 22' 60 N e 79° 45' 0 E e ha un'altitudine di 372 m s.l.m..

## Società

### Evoluzione demografica
Al censimento del 2001 la popolazione di Kymore assommava a 20.140 persone, delle quali 10.668 maschi e 9.472 femmine. I bambini di età inferiore o uguale ai sei anni assommavano a 2.593, dei quali 1.339 maschi e 1.254 femmine. Infine, coloro che erano in grado di saper almeno leggere e scrivere erano 14.170, dei quali 8.366 maschi e 5.804 femmine.